# بين فيشر
بين فيشر (بالإنجليزية: Ben Fisher)‏ هو لاعب دوري الرغبي أسترالي، ولد في 4 فبراير 1981 في سيدني في أستراليا.